# Cha (auteur)
 (avril 2012).
Si vous disposez d'ouvrages ou d'articles de référence ou si vous connaissez des sites web de qualité traitant du thème abordé ici, merci de compléter l'article en donnant les références utiles à sa vérifiabilité et en les liant à la section « Notes et références ».
Pour les articles homonymes, voir Cha.
Charlène Jean, dite Cha, née le 2 novembre 1982 à Meung-sur-Loire (Loiret), est une dessinatrice de bande dessinée française.

## Biographie
Cha grandit à Meung-sur-Loire, tente un cursus universitaire à Tours qu'elle abandonne rapidement, puis fréquente l'Atelier Pop, un groupe d'auteurs de BD installé dans le vieux Tours. C'est en 2003 qu'elle se fait connaître grâce à son blog Ma vie est une Bande dessinée, qui l'amène à participer aux côtés de Mélaka et de Laurel à la rubrique 33, rue Carambole, dans le magazine Spirou.
Cha et Maliki sont marraines de l'édition 2009 du Festiblog.
Cha participe également aux fanzines My Way et Speedball, fait partie de l'équipe de fresqueurs du collectif Humungus, et réalise quelques affiches et pochettes de disques pour la scène Punk rock. Les éditions Même Pas Mal publient en 2010 le recueil de BD Oh! Merde!, puis elle entame une collaboration avec El diablo pour les éditions Ankama (Pizza Roadtrip puis Un Homme de Goût).
Plusieurs séjours à Cuba ont donné lieu à quelques travaux sur le sujet, notamment l'adaptation de nouvelles cubaines publiée dans le magazine AAARG!.
Cha est végane et aborde parfois des thématiques liées au véganisme dans ses bandes dessinées.

## Œuvres
- Helpie, une fille bien, Delcourt, 2005
- Le Chronatoscaphe collectif, Nato, 2005[11]
- Les Allumeuses, KSTЯ, novembre 2007.
- Ronde, et alors ?, Illustrations, La Martinière jeunesse, février 2008.
- Oh ! Merde !, Même pas mal, novembre 2010[6]
- Pizza Roadtrip, Ankama Éditions, septembre 2012[8]
- Un Homme de Goût, Ankama Éditions :

1. Mise en bouche, septembre 2014.
2. Deuxième service, septembre 2015.

- Cuba l’île de la débrouille, Sarah Roumette et Cha
- Le Voile Noir (dessin), avec Dodo (scénario), Casterman, 2018[12],[13],[14]

## Expositions
- Sex à la Cantada, du 12 décembre 2006 au 22 janvier 2007
- Lovekills à la Galerie Jamault, avec Pénélope Bagieu et Jeromeuh, en mars 2008
- Punk-rock Pin'ups à Undersound, en février/mars 2008
- Le voile noir, 27 planches originales[15], Centre belge de la bande dessinée du  16 janvier au 4 mars 2018[16]